# Norah Vincent
Norah Mary Vincent (Detroit, 20 de septiembre de 1968-Suiza, 6 de julio de 2022) fue una escritora estadounidense. Trabajó como columnista semanal en Los Angeles Times y columnista trimestral sobre política y cultura en la revista informativa estadounidense gay y lesbiana The Advocate. Fue columnista en The Village Voice y Salon.com. Sus artículos aparecieron en The New Republic, The New York Times, New York Post, The Washington Post y otras publicaciones periódicas. Ganó especial reconocimiento en 2006 por su libro Self-Made Man, que cuenta en detalle su experiencia y anécdotas, al pasar dieciocho meses viviendo como varón.

## Infancia y juventud
Norah Mary Vincent nació en Detroit y se crio allí y en Londres, donde su padre trabajaba como abogado para Ford Motor Company. Estudió en la universidad Williams College, donde se licenció en filosofía en 1990, antes de realizar estudios de posgrado en la universidad Boston College. También trabajó como editora para Free Press.

## Carrera profesional

### Self-Made Man
El libro de Vincent, Self-Made Man (2006), describe un experimento de dieciocho meses a principios de los 2000 en el que se disfrazó de hombre . Esto se ha comparado con formas anteriores de periodismo encubierto, como Black Like Me. Vincent fue entrevistada por Juju Chang en el programa 20/20 de la cadena ABC News y habló de su experiencia en HARDtalk en la BBC el 21 de abril de 2006. Allí describió sus experiencias en las relaciones hombre-hombre y hombre-mujer. Se unió a un club de bolos solo para hombres, entró en un grupo de terapia para hombres, fue a un club de striptease, salió con mujeres y aprovechó lo que sabía como católica no practicante para visitar monjes en un monasterio.
Vincent escribió que la única vez que la han visto demasiado femenina fue en su etapa como hombre. Más de una vez creyeron que su alter ego, Ned, era homosexual. Los rasgos que parecían "poco femeninos" cuando se presentaba como mujer eran considerados extrañamente femeninos cuando se presentaba como hombre. Vincent afirmó que, tras el experimento, se había dado cuenta de los beneficios de ser mujer y de las desventajas de ser hombre. Dijo: «me gusta mucho ser mujer. ...Me gusta más ahora que lo veo más como un privilegio».
Vincent también afirmó que ahora tenía más simpatía y comprensión por los hombres y la condición masculina: «Los hombres están sufriendo. Tienen problemas diferentes a los de las mujeres, pero no lo tienen más fácil. Necesitan nuestro apoyo, necesitan nuestro amor y se necesitan el uno al otro más que cualquier otra cosa. Necesitan estar juntos».

### Voluntary Madness
El libro de Vincent, Voluntary Madness (2008) cuenta sus experiencias como paciente hospitalizada en tres centros para pacientes con enfermedades mentales: «una habitación en un hospital público en la ciudad, una institución privada del medio oeste de Estados Unidos y una clínica cara de la Nueva Era». Criticó a los médicos que, según ella, eran inaccesibles, y señaló que demasiados dependían de terapias basadas en los medicamentos, mientras que otros solo se ocupaban de los síntomas en lugar de las causas que los provocaban.
El libro de Vincent también trata el tema de los pseudopacientes y aquellos que siguieron enfermos por no colaborar en la terapia.

### Últimos trabajos
En la década de 2010, Vincent escribió dos novelas: Thy Neighbor (2012), considerada «un thriller oscuro y cómico» por The New York Times, y Adeline (2015), en la que imagina la vida de Virginia Woolf desde que escribió To the Lighthouse hasta que se suicidó en 1941.

## Vida personal, opiniones y muerte
Vincent, lesbiana, estuvo casada un tiempo con Kristen Erickson, pero se divorciaron pronto.
A Vincent la describieron como una libertaria que criticaba el posmodernismo y el multiculturalismo. Vincent no creía que las personas transgénero pertenecieran al sexo con el que se identificaban, por lo que la acusaron de intolerancia. En un artículo para The Village Voice, escribió: «[la transexualidad] significa la muerte del uno mismo, el alma, ese buen "yo" indudable y anticuado que tanto amaba Descartes, cuyo gran proverbio "Pienso, luego existo" se ha convertido en un chiste ontológico más o menos como "I tinker, and there I am" (trasteo, y ahí estoy)».
Vincent murió por suicidio asistido en una clínica en Suiza el 6 de julio de 2022, a los 53 años. No se informó de su muerte hasta agosto de 2022.

## Publicaciones
- Self-Made Man (Viking Adult, 2006)[3][12]
- Voluntary Madness (Viking Adult, 2008)[1]
- Thy Neighbor (Viking Adult, 2012)[1]
- Adeline: A Novel of Virginia Woolf (Houghton Mifflin Harcourt, 2015)[1]